# Lasioglossum hammondi
Lasioglossum hammondi là một loài Hymenoptera trong họ Halictidae. Loài này được Cockerell mô tả khoa học năm 1938.